# Anyer

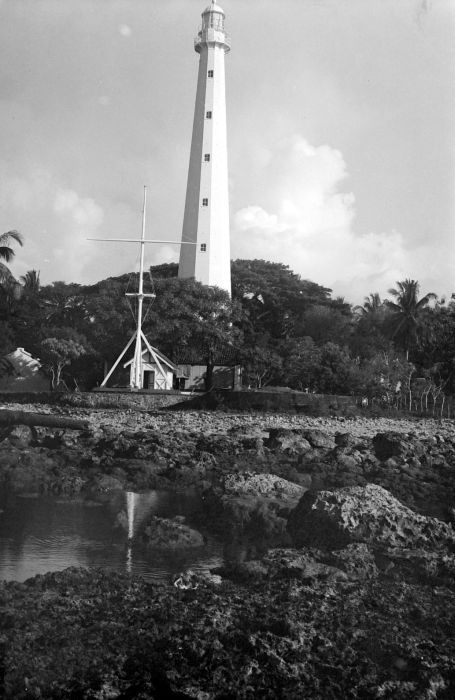
Le phare d'Anyer en 1933

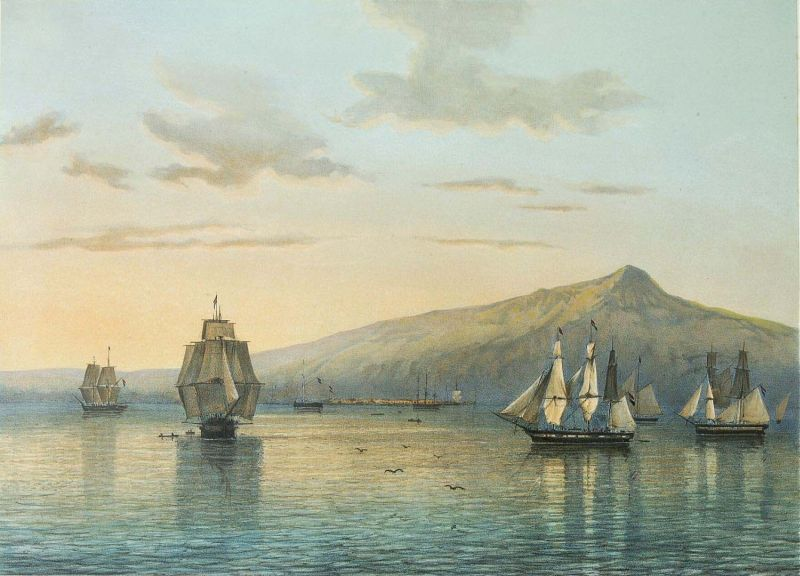
Vue de la côte d'Anyer

Anyer (anciemment Anjer) est un kecamatan (district) de la province de Banten dans l'île de Java en Indonésie, situé à 15 kilomètres au sud de Merak. C'est une station balnéaire très prisée des habitants de Jakarta.

On y trouve le phare de Cikoneng construit en 1885 par le gouvernement colonial des Indes néerlandaises comme mémorial pour les victimes de l'éruption du Krakatau en 1883. L'éruption avait totalement détruit Anyer et son ancien phare
Anyer est également le point de départ de la "Grande route postale" (Groote Postweg) construite par Daendels au début du XIXe siècle, qui se déroule sur quelque 1 000 kilomètres jusqu'à Banyuwangi à l'extrémité orientale de Java.
Au large d'Anyer se trouve l'île de Sangeang, inhabitée et couverte de jungle vierge. La région est également connue pour ses formations coralliennes grouillant de poissons tropicaux.
Le gouvernement indonésien a un projet de construction de pont qui traverserait le détroit de la Sonde d'Anyer à Lampung dans le sud de Sumatra.